# Peter M. Haas

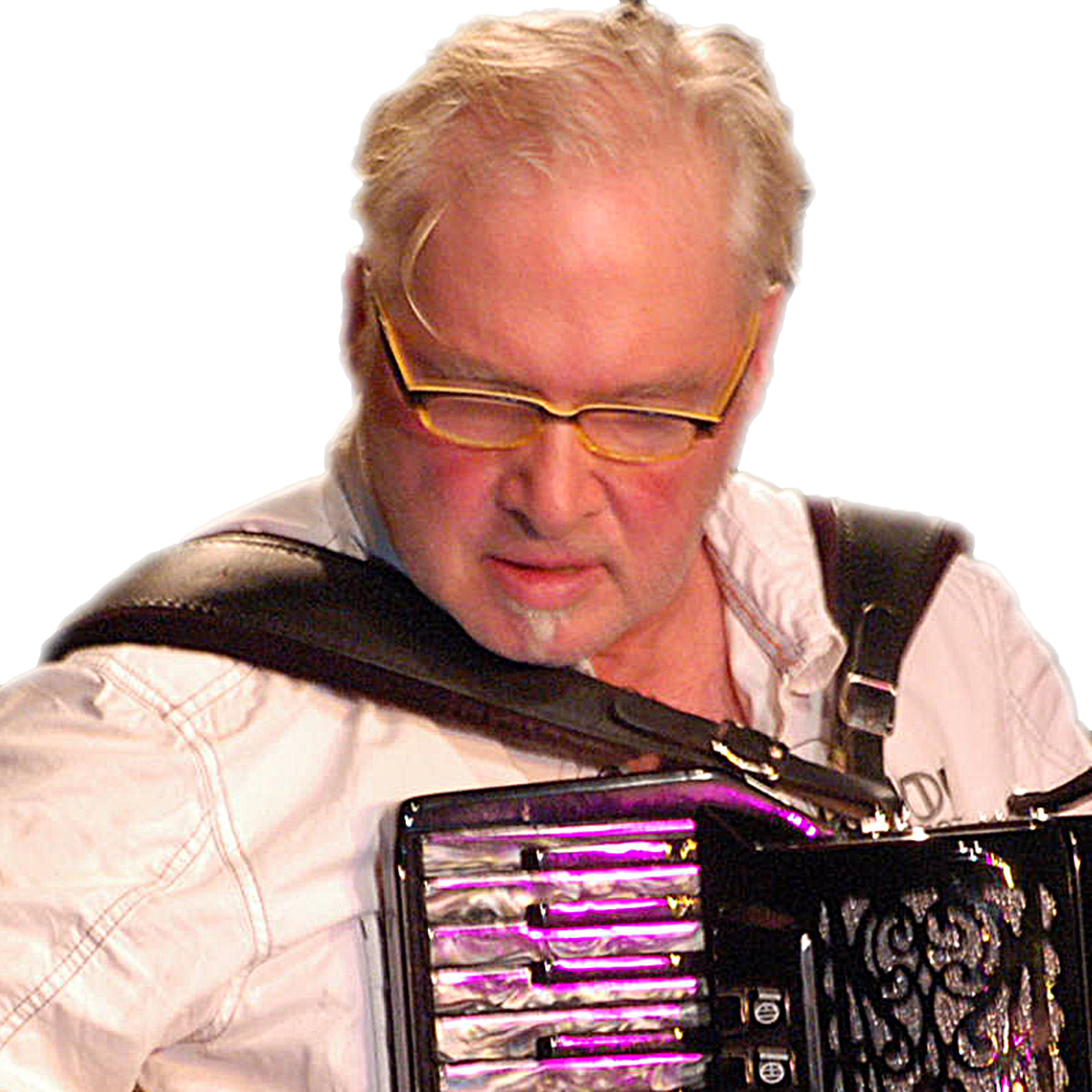
Der Akkordeonist Peter M. Haas Foto: Lutz Mantel

Peter Michael Haas (* 14. September 1951 in Berlin) ist ein deutscher Akkordeonist und Musikpädagoge. Er ist Mitglied mehrerer Jazz- und Weltmusikformationen und tritt als Solist und Begleitmusiker von Sängern und als Theatermusiker auf. Unter seiner Federführung entstanden Lehrbücher, hauptsächlich für Akkordeon.

## Leben
Ab dem sechsten Lebensjahr erlernte er von seinem Vater das Klavierspiel. Nach dem Schulabschluss am Rheingau-Gymnasium 1970 begann er ein Mathematik- und Informatikstudium an der TU Berlin. Nebenbei spielte er in Berliner Bars Klavier und Keyboard. 1974 brach er das Studium ab, um sich mehr der Musik zuwenden zu können.
Haas gründete 1976 eine Musiker-WG in Berlin-Neukölln, bevor er 1977 eine Praxis als Klavier-Privatlehrer in Berlin aufbaute. 1979 begann er sein erstes Musiklehrbuch „Rockmusik-Klavierschule“ zu verfassen. Nebenbei war er Mitglied verschiedener Bands, der Berliner Bigband „Riff“ und der Band „Munju“ in Würzburg. 1984 nahm er weiteren Klavierunterricht bei der Schülerin von Claudio Arrau Irmelin Jättkowski.
In den 1980er Jahren begann er das Akkordeonspielen. Seine ersten größeren Auftritte als Akkordeonspieler für Bühnenmusik hatte er im Berliner Zan Pollo Theater (1986) und im Kinder- und Jugend-Theater Rote Grütze (1989). Nunmehr hauptsächlich Akkordeonspieler gründete er 1990 das Duo Milonga mit dem Geiger Daniel Friedrichs und spielt seit 1994 im Duo Vaci Utca mit dem Geiger M. Fritsch in Berlin, begleitete seit 1996 des Öfteren als Solist den Berliner Sänger jüdischer Lieder Karsten Troyke und gründete 1997 das Trio Neuer Tango mit dem Geiger A. Sur und der Cellistin Elena Sudtnitsina. Seit 2003 tritt Haas als Akkordeonist im Jazzduo oder -trio mit dem Saxophonisten Gerd Dallmann auf. Seit 2014 begleitet er die Sängerin René Figueroa als Akkordeonist.
Im Jahr 2000 veröffentlichte der AMA Verlag Haas’ erstes Akkordeonlehrbuch „Spiel Akkordeon“; weitere Lehrbücher folgten. 2011 erschien die CD Muschelsucher.
Seit 2007 führt Haas im deutschen Raum als Kursleiter Tages- und mehrtägige Akkordeonworkshops durch.
In der Zeitschrift „Akkordeon-Magazin“ (kölnerverlagsagentur) erscheinen seit ihrer Gründung 2008 regelmäßig musikpädagogische Artikel von Haas.
Seit 2015 ist er leitendes Redaktionsmitglied im „Akkordeon-Magazin“.

## Diskographie
- 2011: Muschelsucher

## Veröffentlichungen (Auswahl)
- Spiel Akkordeon. Der neue Weg Akkordeon zu lernen. AMA Verlag, 2000, ISBN 978-3-932587-62-7.
- Akkordeonspiel. Das Spiel- und Lehrbuch für Fortgeschrittene. AMA Verlag, 2003,  ISBN 978-3-89922-013-1.
- Akkordeon Go East. Lieder und Tänze der Russen, Juden und Roma. AMA Verlag, 2007, ISBN 978-3-89922-094-0.
- Play Accordion Vol. 1. The new way to learn how to play the accordion. AMA Verlag, 2012, ISBN 978-3-89922-160-2.
- Play Accordion Vol. 2. The Performance and Method Book for Advanced Players. Ama Verlag, 2012, ISBN 978-3-89922-161-9.
- Akkordeon Go East! Russian, Jewish, and Roma Songs and Dances. AMA Verlag, 2012, ISBN 978-3-89922-159-6.
- Geschichten für Akkordeon. 25 lustige und wehmütige Kinderstücke. AMA Verlag, 2009, ISBN 978-3-89922-124-4.